# Wolfgang Götzer

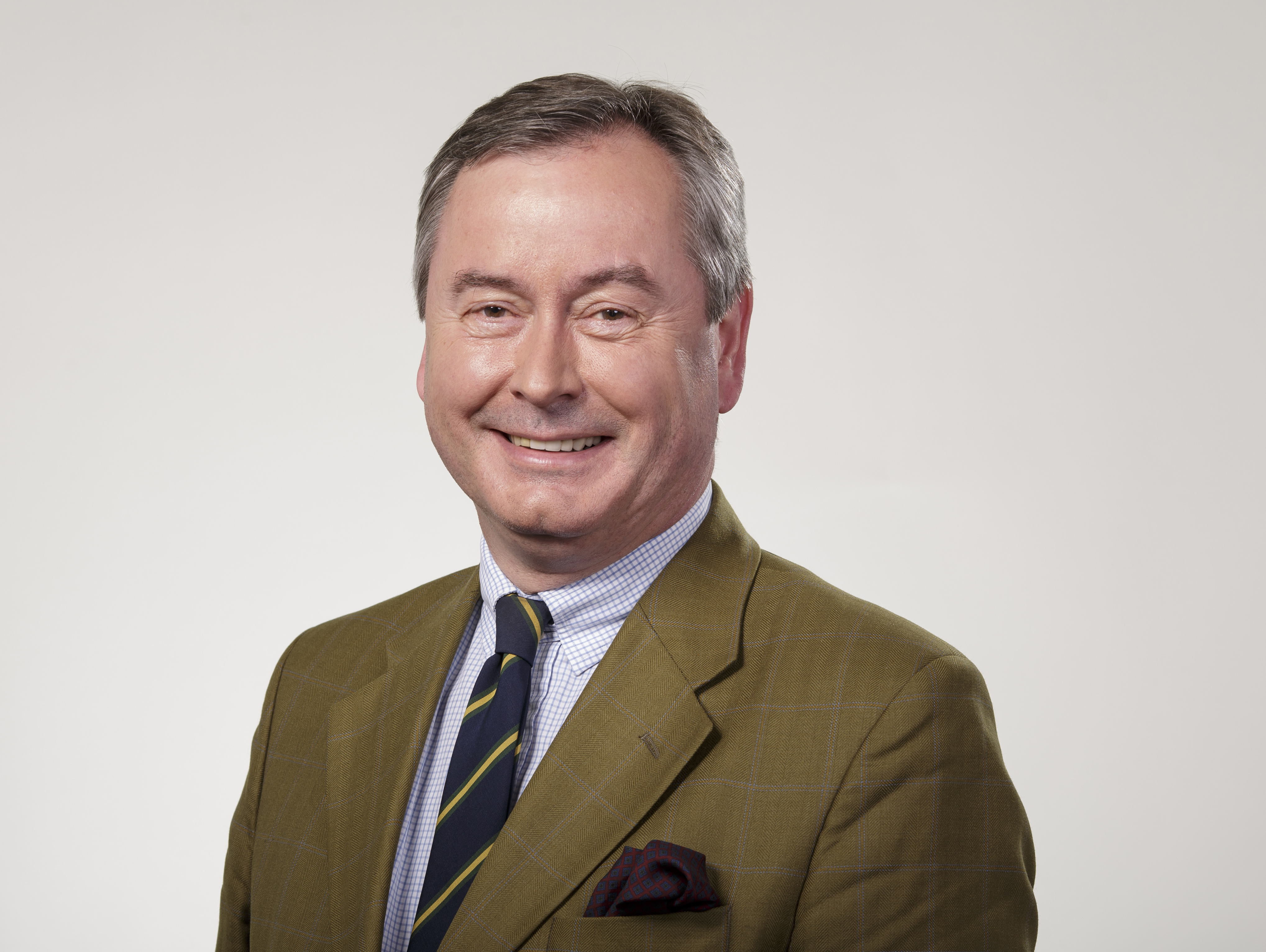
Wolfgang Götzer (2012)

Wolfgang Götzer (* 10. Januar 1955 in Landshut) ist ein deutscher Politiker (CSU).

## Leben und Beruf
Nach dem Abitur 1974 am Hans-Carossa-Gymnasium in Landshut leistete Götzer zunächst den Wehrdienst ab und absolvierte ab 1975 ein Studium der Rechtswissenschaft an der Ludwig-Maximilians-Universität München, welches er 1980 mit dem Ersten juristischen Staatsexamen beendete. Nach dem anschließenden Referendariat bestand er 1983 das Zweite juristische Staatsexamen. Seit 1984 ist er als selbständiger Rechtsanwalt in Landshut tätig. 1986 erfolgte seine Promotion zum Dr. jur. utr. an der Universität Würzburg mit der Arbeit Der völkerrechtliche Status der Donau zwischen Regensburg und Kelheim – eine völkerrechtliche Untersuchung der Donauabschnitte Regensburg – Kelheim unter Einbeziehung der gesamten deutschen Donau.
Wolfgang Götzer ist verheiratet und hat zwei erwachsene Kinder.

## Partei
Nachdem er schon 1969 in die Junge Union eingetreten war, wurde Götzer 1970 auch Mitglied der CSU. Von 1972 bis 1982 war er JU-Kreisvorsitzender in Landshut-Stadt, von 1975 bis 1983 stellvertretender Landesvorsitzender der Jungen Union Bayern und anschließend von 1983 bis 1989 JU-Bezirksvorsitzender in Niederbayern.
Von 1982 bis 2009 war er Kreisvorsitzender der CSU Landshut-Stadt. Seit 2009 ist er Ehren-Kreisvorsitzender.

## Abgeordneter
Von 1978 bis 2014 gehörte Götzer dem Stadtrat von Landshut an.
Götzer rückte am 4. Juni 1984 für den ausgeschiedenen Abgeordneten Klaus Hartmann über die Landesliste Bayern in den Bundestag nach, dem er zunächst bis 1987 angehörte. Seit 1990 war er erneut Mitglied des Deutschen Bundestages. Hier war er von November 2005 bis September 2013 Justitiar der CDU/CSU-Bundestagsfraktion.
Götzer zog seit 1990 stets als direkt gewählter Abgeordneter des Wahlkreises Landshut in den Bundestag ein. Bei der Bundestagswahl 2009 erreichte er hier 50,5 % der Erststimmen. Zum Ende der 17. Wahlperiode (2013) schied er aus dem Bundestag aus.
Götzer gehörte zu den neun Bundestagsabgeordneten, die gegen die zwangsweise Veröffentlichung ihrer Nebeneinkünfte nach der 2005 verabschiedeten Novelle des Abgeordnetengesetzes vor dem Bundesverfassungsgericht klagten und dort scheiterten. Er setzte sich auch beharrlich gegen die Ratifizierung der UN-Konvention gegen Korruption ein.

## Öffentliche Ämter
In der 18. Wahlperiode des Deutschen Bundestages (2013–2017) war Götzer stellvertretendes Mitglied der G 10-Kommission.

## Ehrungen
- 1997 Bundesverdienstkreuz am Bande
- 2003 Bayerischer Verdienstorden